# کی. بالاچاندر
کی. بالاچاندر (انگلیسی: K. Balachander; ۹ ژوئیهٔ ۱۹۳۰ – ۲۳ دسامبر ۲۰۱۴) کارگردان فیلم، بازیگر، فیلم‌نامه‌نویس و تهیه‌کننده فیلم اهل هند بود. وی بین سال‌های ۱۹۶۴ تا ۲۰۱۴ میلادی فعالیت می‌کرد.

## فیلم‌شناسی
کارگردان
- ملودی نادر
- سه گره
- رنگ فقر قرمز است
- یک معمای جدید
- وجد، فقط تماشا
- شرور صادق
- تاریخی دیگر
- شاهد آتش است
- آن‌ها